# DGKN-Verdienstmedaille
Die DGKN-Verdienstmedaille für das Lebenswerk im Bereich Neurophysiologie und Funktionelle Bildgebung (bis 2021 Hans-Berger-Preis, benannt nach dem Neurologen Hans Berger) ist ein seit 1960 von der Deutschen Gesellschaft für Klinische Neurophysiologie vergebener Preis. Der Preis wird verliehen für „langjähriges und umfassendes wissenschaftliches Wirken auf dem Gebiet der theoretischen oder klinischen Neurophysiologie“.

## Preisträger
- 1960: Heinz Caspers
- 1961: Günter Baumgartner
- 1962: Rudolf Hess
- 1963: Friedrich Duensing, Kurt-Peter Schaefer
- 1964: Kurt Pateisky
- 1965: Otto Detlev Creutzfeldt, Manfred R. Klee, Hans Dieter Lux
- 1966: Friedrich Vogel
- 1967: Hans Helmut Kornhuber
- 1969: Hellmuth Petsche
- 1971: Franz-Josef Schulte
- 1974: Heinz Künkel, Hans-Peter Ludin
- 1976: Albrecht Struppler, Hanns Christian Hopf
- 1979: Konstantin-Alexander Hossmann, Dietrich Lehmann
- 1981: Erwin-Josef Speckmann
- 1983: Guido Dumermuth
- 1985: Hermann Doose
- 1988: Ernst Niedermeyer, Kenneth Ricker
- 1991: Kazimierz Karbowski, Heinz Gregor Wieser
- 1994: Hans-Joachim Freund
- 1997: Carl Hermann Lücking
- 2000: Lüder Deecke
- 2003: Wolf Singer, Mario Wiesendanger
- 2007: Volker Dietz
- 2010: Christian E. Elger
- 2013: Günther Deuschl, Thomas Brandt
- 2016: Walter Paulus, Hans-Jochen Heinze
- 2019: Manfred Kaps
- 2022: Marianne Dieterich
- 2025: Cornelius Weiller[2]